# Stephan von Köln
Stephan oder Stephanus war 690 bis 692/694 Kölner Bischof. Sein Todestag soll der 12. Februar sein.